# Teresio Olivelli
Blahoslavený Teresio Olivelli (7. ledna 1916, Bellagio – 17. ledna 1945, KT Hersbruck) byl italský římskokatolický mučedník, voják a člen Italského odporového hnutí, v němž byl znám jako Agostino Gracchi. Katolická církev ho uctívá jako blahoslaveného.

## Život
Narodil se 7. ledna 1916 v Bellagio v rodině Domenica Olivelliho a Clelie Invernizzi. Jeho strýc Rocco Invernizzi byl kněz a duchovní učitel mladých chlapců.
Roku 1926 se rodina přestěhovala do Pavie. Zde navštěvoval školu Ghislieri a roku 1934 začal studovat právo na Univerzitě v Pavii. Studium dokončil v roce 1938.
Byl členem Katolické akce a Fašistické studentské skupiny.
Později začal vyučovat správní právo na Turínské univerzitě. Zde začala jeho práce, kdy se staral o chudé a sirotky. Napsal mnoho článků o právu a sociální sféře.
Roku 1936 narukoval na vojnu a bojoval ve Španělské občanské válce. Později (1939) odešel do Německa, kde studoval až do roku 1941. Zde se naučil plynně mluvit německy. V roce 1941 bojoval na Ruské frontě. Zde byl poraněn omrzlinami.
Jeho zkušenosti ve válce ho obrátily proti fašismu a odmítl přísahat věrnost Italské sociální republice. Za to byl 9. září 1943 deportován do Innsbrucku a 20. října stejného roku odešel do Milána. Zde založil "podzemní" noviny, které propagovaly křesťanství.
Kvůli jednání fašistů, jako byla např. deportace Židů se Teresio rozhodl bojovat v Italském odporovém hnutí. Dne 27. dubna 1944 byl zatčen a vězněn v několika věznicích. Nacisté jej mučili, ale i přes kruté bolesti pomáhal svým spoluvězňům. V jedné z věznic se spřátelil s dnes blahoslaveným Odoardem Focherinim.
Naposled byl převezen do koncentračního tábora Hersbruck, kde byl 17. ledna 1945 umlácen k smrti, protože se snažil chránit ukrajinského vězně. Jeho tělo bylo spáleno a popel vhozen do společného hrobu.

## Proces blahořečení
Proces blahořečení byl zahájen 19. ledna 1988 v diecézi Vigevano. Dne 14. prosince 2015 uznal papež František jeho hrdinské ctnosti.
Dne 16. června 2017 uznal papež jeho mučednictví. Blahořečen byl 3. února 2018.